# Башмаков, Пётр Дмитриевич
Пётр Дмитриевич Башмаков (1913—1942) — советский лётчик, участник Великой Отечественной войны, .

## Биография
Родился в 1913 году в Екатеринодаре (ныне Краснодар) в семье рабочего-слесаря (по другим данным родился в Люберцах Московской области). 
В Красной Армии — с 1933 года. В звании старшего лейтенанта был командиром отряда в 107-й истребительной авиационной эскадрильи 83-й истребительной авиационной бригады Белорусского военного округа.
С 26 марта по 23 августа 1938 года участвовал в войне в Испании. Был командиром звена, затем водил в бой эскадрилью «И-16». 13 мая 1938 года был легко ранен в воздушном бою и с лёгким ранением ноги произвёл посадку на аэродром Вильяр.
Всего совершил около 70 боевых вылетов (боевой налёт — 82 часа), участвовал в 12 воздушных боях, сбил 7 самолётов (по другим данным — 1 лично и 3 — в группе).
По итогам боевой деятельности в небе Испании, П. Д. Башмаков был награждён орденом Ленина (22.02.1939), получил звание майора. После возвращения из Испании, служил в Московском военном округе. Командовал полком, в котором служила и его жена, известная лётчица — Вера Фёдоровна Ломако.
Участвовал в Великой Отечественной войне, защищал Москву. С ноября 1941 года был командиром 34-го ИАП. Летал на «МиГ-3».
Умер от болезни 26 января 1942 года. Похоронен на Новодевичьем кладбище в Москве (участок № 4).

## Награды
- Орден Ленина и медали.

## Память
В книге Абросова Сергея Владимировича «В небе Испании. 1936-1939 годы» (о советских летчиках-истребителях, воевавших в Испании), М., 2003. - 440с. — есть раздел, посвященный Петру Башмакову.